# ریکی گرین
ریکی گرین (انگلیسی: Rickey Green؛ زادهٔ ۱۸ اوت ۱۹۵۴) بازیکن بسکتبال اهل ایالات متحده آمریکا است.
از باشگاه‌هایی که در آن بازی کرده‌است می‌توان به یوتا جاز، گلدن استیت واریرز، فیلادلفیا سونتی‌سیکسرز، نیو اورلینز پلیکانز، میلواکی باکس، ایندیانا پیسرز، بوستون سلتیکس، شارلوت هورنتس، و دیترویت پیستونز اشاره کرد.